# Serixia fuscovittata
Serixia fuscovittata là một loài bọ cánh cứng trong họ Cerambycidae.